# 哈德遜研究所
哈德遜研究所（英語：Hudson Institute）是美國一所非牟利智庫，亦是全美五大保守派智庫之一
；其1961年冷戰期間由蘭德智庫軍事戰略家赫爾門·康與數名同事於哈德遜河畔克羅頓共同創立，2004年7月1日遷總部至華盛頓哥倫比亞特區。根據其官方網站，其宗旨為創新研究與分析，提倡全球安全、繁榮與自由，並依據其信念“美國在全球系統中獨特且核心的角色，可以作為安全、捍衛自由與確保經濟成長的基礎”提倡相關的公共政策。

## 沿革
自911恐怖攻擊後，哈德遜研究所將研究重心放在如中東、拉丁美洲及伊斯蘭教等國際事務；其總部遷至華盛頓特區，並將研究重心放在國家安全與外交政策。
2011年3月，肯尼斯·懷恩斯坦被指派為哈德遜研究所的總裁及執行長。2013年日本首相安倍晉三赴紐約領取哈德遜研究所頒發首位非美國籍赫爾門·康獎座得獎人，表彰其對日本國家安全的貢獻。
2023年4月7日，因允許中華民國總統蔡英文過境訪美，抵觸中華人民共和國政治立場。中華人民共和國外交部因此宣佈制裁哈德遜研究所，及研究所董事會主席薩拉·斯特恩丶所長約翰·瓦特斯，制裁措施則包括凍結其在中華人民共和國的財產和資產；禁止人民共和國組織丶個人與其進行交易丶合作等活動；對上述2人不予簽發簽證丶不准入境中國大陸地區。
約翰·瓦特斯發出聲明表示，很自豪能表彰蔡總統，以彰顯她反抗暴政的巨大勇氣與決心。中國共產黨長期以來一直試圖壓制國內外反對中國在國際上的挑釁動作，壓迫中國人民的聲音。過去從未奏效，現在也不會。堅定與台灣同在，對抗中共及其殘酷的種族滅絕政策，堅定不移地促進美國與其盟友安全、自由與繁榮。

## 觀點

### 歐美分歧
哈德遜研究所所長肯尼斯·懷恩斯坦受布魯金斯研究所邀請討論解決歐美盟邦分歧的研討會，金融時報的Edward Luce詢問肯尼斯·懷恩斯坦對於美國總統唐納川普的美國優先政策與歐洲盟邦產生分歧的看法，以及對歐洲盟邦與唐納川普交流時的建議。肯尼斯·懷恩斯坦表示唐納川普總統雖然原本不熟悉政治，但川普總統的優點是他願意詢問專家的意見，川普總統常常會提出破壞原本平衡的大膽政策，是個非常坦率的總統，包括他對於退出伊朗核協議、將駐以色列的美國大使館搬到耶路撒冷，重新審視貿易協定與北韓談判去核化議題，他都說到做到。川普總統對俄羅斯也展現強硬態度，並堅定對北約組織的承諾，但對於北約高峰會議聚焦在較不重要的議題上可能會與美國產生分歧，肯尼斯·懷恩斯坦建議歐洲盟邦在北約高峰會上能面對重大議題，以及支持美國協助在世界貿易組織進行改革。

### 中美衝突
哈德遜研究所中國戰略中心主任白邦瑞博士（英語：Michael Pillsbury, Phd），在2015年出版「百年馬拉松-中國取代超級大國美國的秘密戰略」（英語：The Hundred-Year Marathon: China's Secret Strategy to Replace America as the Global Superpower）。
- 中國夢；書中第一章中國夢指出，中共在1949年取得中國大陸政權後，就一直在籌劃一百年後2049年前，要成為世界頭號強國，最初盡可能從蘇聯取得協助，再跟西方世界取得協助，蘇聯人已經看看透中國要取代蘇聯強權，而西方世界仍一無所知。

- 戰國爭霸方略；中國鷹派戰略家的強國夢，是以中國歷史上春秋戰國時代為背景，進行群雄爭霸逐鹿中原的思維，讓敵手安逸不驚，避免引起敵手注意；操縱敵手謀士讓其為中國說項；隱忍幾十年竊取敵手的思路與技術。

- 中國接觸尼克森總統；美國方面一直認為當初是理查·尼克森總統尋找中國的外交突破，但實際上當初是中共政權的鷹派民族主義者先謀劃如何接觸美國，以索取、騙取援助以及先進技術，以追求中國稱霸世界的強國夢。

- 白先生和綠女士；從中國到美國的白先生（英語：Mr. White）在1990年代聲稱中共內部敵視美國的鷹派壓倒溫和派；也是從中國到美國的綠女士聲稱鷹派失勢，中國想跟美國合作；但最後中央情報局認為綠女士是中國派來的間諜，她傳送機密給中國，也讓美國人放鬆警戒心。

- 美國是大撒旦；1989年6月4日後，中共再度醜化美國，從1990年開始，中國教科書描繪美國是一個霸權國家，150年來壓制中國的崛起，摧毀中國文明的靈魂；抹煞美國對於中國重大而且大量的援助，這項再教育名稱是「全國性愛國主義教育項目」。

- 中國的思想警察；中國的強國夢建築在利用美國的善意，包括大規模的對中國投資、購買中國出口產品、不追究中國竊取技術與違反世界貿易組織規則；西方政府長久相信中國走向自由市場、有成效的國際合作、政治自由化；這一切都是倚靠中國對國內與對國外差別性宣傳，打壓批評的人。

- 克敵致勝的殺手鐧；中國軍方一直在研究對美國軍方以弱勝強的殺手鐧，包括摧毀美軍情報收集、通訊衛星、雷達、無線電通訊電台、電磁脈衝破壞電子武器以及電腦病毒摧毀電腦軟體。

- 喬裝資本主義；中國聲稱的經濟自由化，是透過加入世界貿易組織得利，但設置壁壘給進入中國市場的外國廠商，不遵守貿易組織的規則；並且大力扶植國營企業，國營企業佔中國非農業國內總產值40%以上。

- 2049年中國主導的世界秩序；中國如果順利取得主導世界秩序權力，將會倡導無視、敵視個人權利的價值觀將取代美國價值觀，中國將和諧網路上對中國的異義，阻礙世界民主化進程，中國也會持續跟美國的敵人結盟，輸出大規模空氣污染、瓦解聯合國跟世界貿易組織，中國並將從擴散大規模殺傷性武器中得利。

- 發射警告信號；2007年中國發射導彈摧毀自己的廢棄氣象衛星，展示了反衛星能力，但也造成大片太空垃圾，危及世界太空產業資產；2009年中國代表在哥本哈根世界氣候變化峰會上，打斷西方國家外交官發言，卻又沒有建設性發言；中國也對美國對台灣軍售武器展示前所未有的強硬；在南海擴大軍事設備；在東海宣布防空識別區。這些跡象都顯示中國領導人認為世界的情勢已經對中國有利，美國加速衰退。

- 美國如何應對中國；美國的中國問題專家長期誤判中國，白邦瑞博士本人也表示先前誤判中國情勢，並且也以中國春秋戰國戰略思維替美國獻策，承認問題存在、看清中國、不要繼續被中國欺騙、不要平白給中國無償援助、保持美國競爭力、改革美國並發展競爭式戰略、發展國際合作連橫、保護政治異義人士、對竊取美國商業與科技機密表達明確抗議、曝光製造污染者、揭露貪腐與封鎖訊息的嚴重程度、支持民主改革派以及追蹤、影響中國鷹派與民主改革派的辯論。[9]

### 中國滲透西方
美國智庫哈德遜研究所的高級研究員喬納斯·帕雷羅·普萊斯納所撰寫的《中共對外干預活動：美國和其它西方國家該如何應對》報告指出，中國滲透外國勢力資金已經達到每年650億人民幣，其中結合了間諜活動、秘密行動影響力外，也有宣傳工具：孔子學院、中國日報，中國環球電視網等媒體；其目的是改變民主國家對中國共產黨的觀點與言論，消滅國內外不同意見的表達；加強影響的目標包括：政治家、商人、智庫、學術界、大學生與公眾，目的是使民主國家排斥美國，與其疏離以利中國對抗美國。目前中國已經成功控制澳洲與紐西蘭的中文媒體發言話權，中國也曾經透過培訓前中共軍隊間諜培訓教師楊健(英語：Jian Yang)成為紐西蘭議會議員，並獲得中共獻金。2017年，一名澳洲華裔參議員王振亞(英語：Dio Wang)在支持中共南海政策時被發現擁有可疑的資金來源。民主國家曾經希望輸出自由主義的價值觀，幫助中國建立公民社會。現在民主國家需要在自己國家裡保衛這些價值觀，免受中共獨裁和腐敗的影響。

### 中國反恐政策
哈德遜研究所的高級研究員、政治軍事分析主任理查德·懷茲（英語：Richard Weitz）在接受美國之音採訪時表示，西方政府與中國的反恐怖主義差異在於對恐怖份子的定義，中國的確有面臨恐怖主義的威脅，但是被中國認定為恐怖主義的人，實際上是非暴力、主張中國應該進行政治改革的人。

### 台灣議題
哈德遜研究所所長暨執行長肯尼斯·懷恩斯坦與中華民國總統蔡英文會面時，提供對台灣在軍事改革及加強區域和平穩定相關意見，以應對中國侵略威脅。
擔任過美國國防部副次長的哈德遜研究所美國海權中心主任賽斯·克羅普西在《國家評論》雜誌評論中國對台灣實彈演習、多次派出戰機與航母繞台等小型的侵犯威脅，反而更凸顯出台灣位於第一島鏈位置的重要性，中國對台灣頻繁的軍事威脅可能引起中美衝突或中日衝突，並呼籲美國總統唐納川普應協助台灣制止中國的外交打壓與軍事騷擾。
目前在澳洲雪梨大學美國研究中心，擔任澳洲外交部長國安顧問的哈德遜研究所研究員約翰·禮在華盛頓郵報分析南海爭議與美國印度太平洋戰略與中國博弈時，中國對於印度太平洋各國採用經濟利益引誘或借款控制，否則就以貿易、軍事威脅恐嚇，提及台灣戰略地位時描述:道格拉斯·麥克阿瑟曾經指出台灣在太平洋第一島鏈就像不會沉沒的航空母艦，如果台灣落入中國解放軍手中，就讓中國解放軍可以長驅直入西太平洋；並提到馬來西亞與台灣兩個民主國家，都在政黨輪替後，屏棄舊執政黨與中國達成的不平等協議。
美國軍艦航行台灣海峽議題所舉辦的研討會中，2049計畫研究所的易思安指出美國海軍航行台灣海峽可以確保台灣海峽是公海的事實，美軍在台灣海峽也有軍艦航行與戰機飛行的自由權，這可以告知中國共產黨啟用M503航線並宣稱擁有台灣海峽是錯誤的扭曲事實；哈德遜研究所高級研究員亞瑟·赫爾曼認為台灣島在中國進入太平洋第一島鏈咽喉位置，是印太戰略一環，也是遏止中國稱霸印太地區的關鍵。

## 赫爾門·康獎
赫爾門·康獎是哈德遜研究所創辦人赫爾門·康為智庫創立的獎項，赫爾門·康在1965年5月11日時告知記者赫爾門·康獎項每年頒發給從保守派角度為美國國家安全有創造力貢獻者與有遠見的領導者。著名得獎者如下：
- 前美國總統：隆納·雷根 （已歿）
- 前美國國防部長：亨利·季辛吉 （已歿）
- 前美國副總統：迪克·錢尼
- 前印第安納州州長：米奇·丹尼尔斯
- 前美國參議員：瓊·凱爾
- 前日本首相：安倍晉三 （已歿）

## 爭議
2020年有報道稱，哈德遜研究所接受了中華民國政府提供的資金，但沒有公開披露此一資訊。2023年臺灣裔美國人學者林環牆表示，根據哈德遜研究所公布在網路上的年度報告，自2017年至2021年間，駐美國臺北經濟文化代表處每年都捐款10萬美元以上給哈德遜研究所，是所有捐款等級中最高的級別。
一些媒體認為哈德遜研究所是新保守主義組織。

## 延伸閱讀
- Agence France-Presse, France challenges China by sending warships to South China Sea（页面存档备份，存于）, InQuirer, （英文）, 2018年6月12日
- Nicole Gaouette, Iraqi election makes US foe al-Sadr a potential kingmaker（页面存档备份，存于）, CNN, （英文）, 2018年5月16日
- CHRISTOPHER BODEEN | Associated Press, Recent developments surrounding the South China Sea（页面存档备份，存于）, Fox News, （英文）, 2018年6月11日